# NGC 2385
NGC 2385 est une galaxie spirale située dans la constellation des Gémeaux. NGC 2385 a été découverte par l'astronome germano-britannique William Herschel en 1793.

## Caractéristiques
Sa vitesse par rapport au fond diffus cosmologique est de 4 305 ± 51 km/s, ce qui correspond à une distance de Hubble de 63,5 ± 4,5 Mpc (∼207 millions d'al).
NGC 2385 renferme des régions d'hydrogène ionisé.